# Portada/article setembre 16

## Enterrament a Ornans
Enterrament a Ornans (en francès, Un enterrement à Ornans) és un dels quadres més coneguts del pintor francès Gustave Courbet. Està realitzat amb la tècnica de la pintura a l'oli i mesura 315 centímetres d'altura i 668 centímetres d'amplada. Va ser pintat el 1849, i actualment es troba exposat al Museu d'Orsay de París.